# 케빈 기어
케빈 기어(Kevin Geer, 1952년 11월 7일 ~ 2017년 1월 25일)는 미국의 배우, 텔레비전 배우이다.
리노에서 태어났으며 맨해튼에서 사망하였다. 사인은 심근 경색이다.

## 영화
- 쉘터 (2014년)
- 마가렛 (2011년)
- [[초[민망한]능력자들]] (2009년) - CIA 에이전트 역
- 100 피트 (2008년) - 신부, 프리쳇 역
- 트레인렉 (2007년)
- 아메리칸 갱스터 (2007년)
- 법과 질서 - 뉴욕 특수수사대 (2001년)
- Law & Order : 성범죄전담반 1 (1999년)
- 펠리칸 브리프 (1993년)
- 법과 질서 (1990년)
- 사랑과 열정 (1989년)
- 마릴린: 언톨드 스토리 (1980년)
- 포스 오브 원 (1979년)